# Frédéric Goupil
Frédéric Goupil (* 1962) ist ein französischer Regisseur und Drehbuchautor.

## Leben
Seinen beruflichen Werdegang begann Frédéric Goupil als Fotograf. Er absolvierte eine 3-jährige Ausbildung an der Schule für Fotografie „EFET“ in Paris, machte Reportagen, Setfotos für Filmproduktionen, Modefotos und Porträts und hauchte hierfür einem alten Fotostudio im 8. Arrondissement von Paris, dem „Studio George V“, neues Leben ein.
Anfang der 1990er Jahre erhielt er den Auftrag, Porträtaufnahmen des Regisseurs Tony Gatlif zu machen. Frédéric Goupil bot dem Regisseur an, bei seinem nächsten Dreh Setfotos zu machen. Gatlif lehnte das Angebot ab, bot ihm aber stattdessen an, sein Regieassistent zu werden. Gemeinsam machten sie in den folgenden Jahren sechs Filme.
Frédéric Goupil widmete sich fortan ausschließlich dem Film, arbeitete als Regieassistent mit Regisseuren wie Arnaud des Pallières und Fabrice Gobert. Gleichzeitig begann er eine Karriere als Regisseur, beispielsweise bei Kinderfilmprojekten wie Les Enquêtes de chlorophylle oder die Kinodokumentation Die wilde Farm. Er machte mehrere Reportagen über Syrien – ein Land, für das er eine große Faszination empfindet (Faut pas rêver, Le Magazine de l’Ailleurs). Hier realisierte er auch seinen ersten Langfilm als Autor und Regisseur, den Fernsehfilm Le sourire d’Hassan in Koproduktion mit ARTE. Für die erfolgreiche französische Fernsehserie The Returned (Originaltitel: Les Revenants) arbeitete er erneut mit Fabrice Gobert zusammen und übernahm 2014/15 die Co-Regie der zweiten Staffel.

## Filmografie (Auswahl)
- 1993: Les Enquêtes de chlorophylle
- 2004: Le Sourire d’Hassan
- 2008: Die wilde Farm (La vie sauvage des animaux domestiques, Dokumentation)
- 2015: The Returned (Les Revenants, Fernsehserie)